# Valley City (Észak-Dakota)
Valley City település az Amerikai Egyesült Államok Észak-Dakota államában, Barnes megyében, melynek megyeszékhelye is. Lakosainak száma 6575 fő (2020. április 1.).

## Népesség
A település népességének változása:

| 2010 | 6 585 |
| 2020 | 6 575 |